# Saint-Denis – Université
Saint-Denis – Université – stacja linii nr 13 metra  w Paryżu. Stacja znajduje się w gminie  Saint-Denis. Została otwarta 25 maja 1998.